# Sialis lutaria
Sialis lutaria là một loài côn trùng trong họ Sialidae thuộc bộ Megaloptera. Loài này được Linnaeus miêu tả năm 1758.

## Hình ảnh

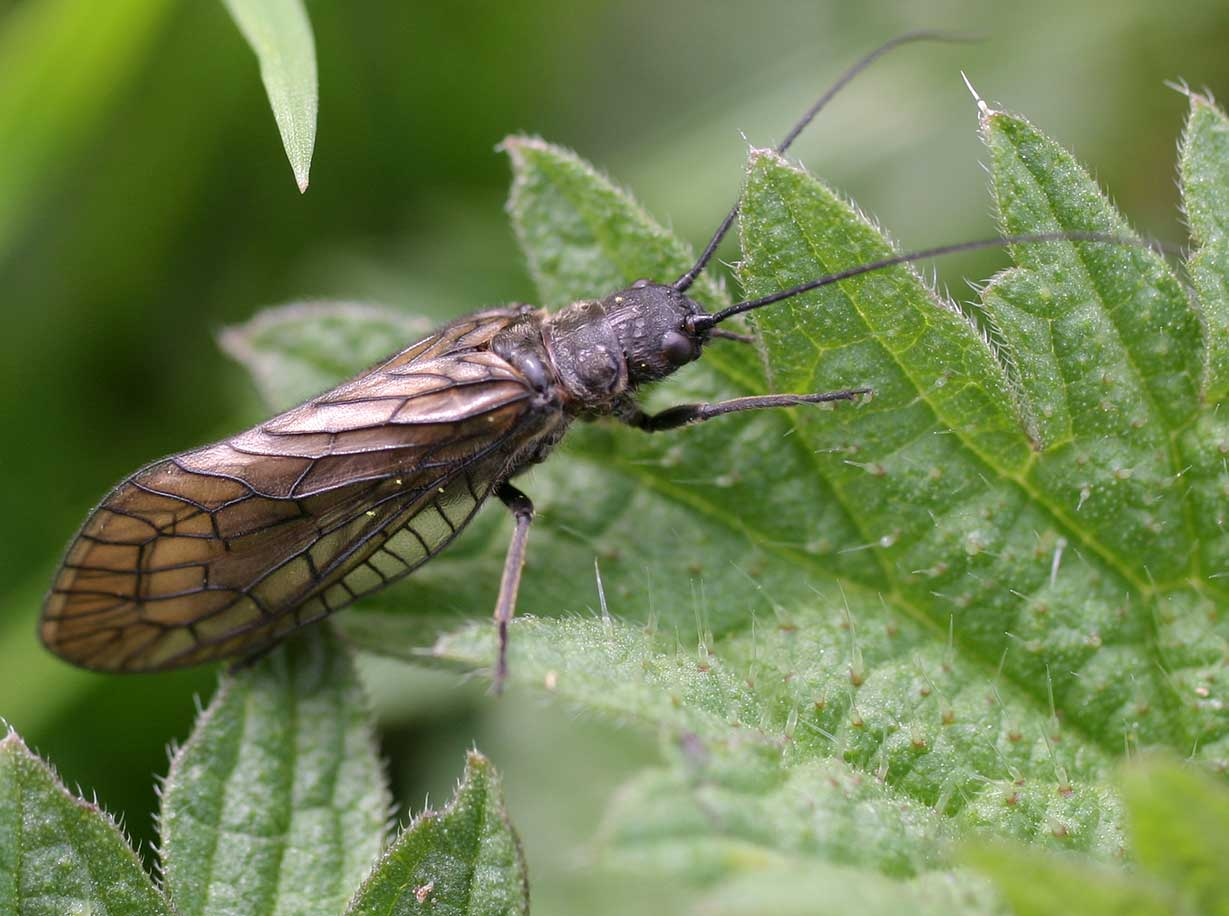
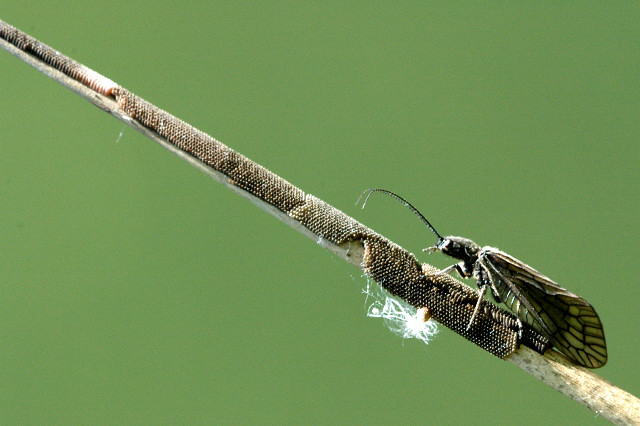
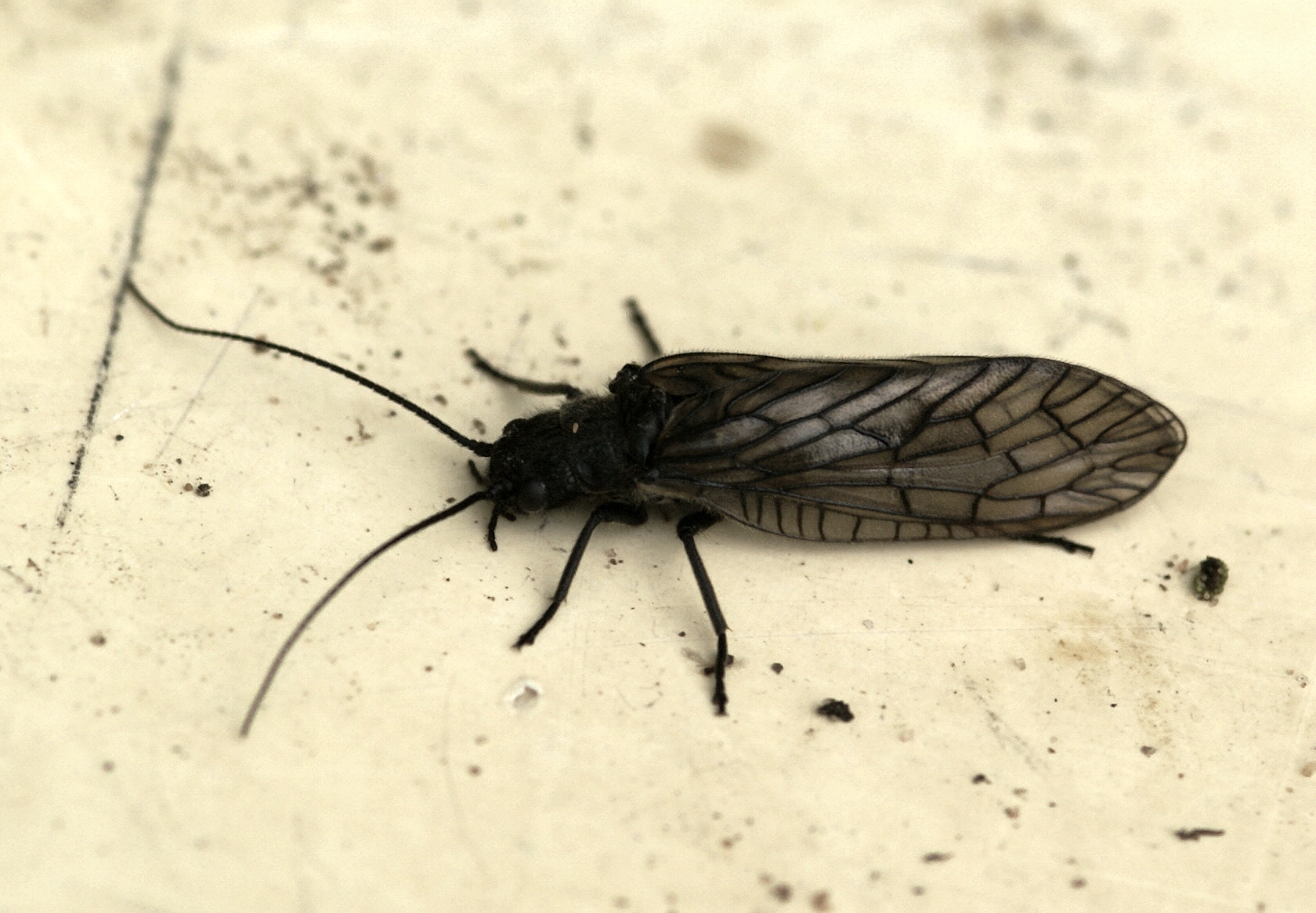
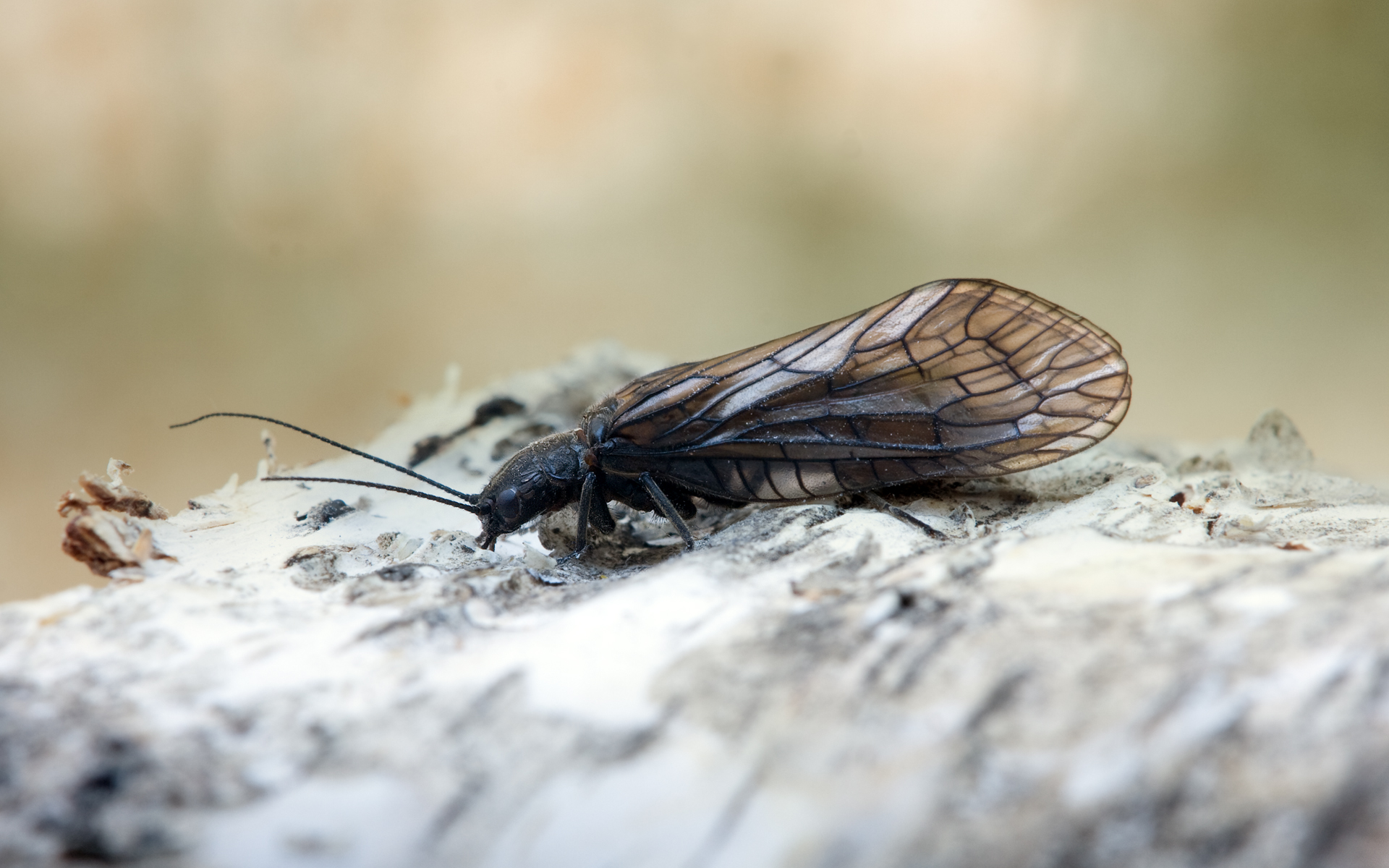